# Cosme III de Constantinoble
Cosme III (grec: Κοσμᾶς Γ') va ser patriarca de Constantinoble de l'any 1714 al 1716. També és conegut com a Cosme II ja que també fou patriarca d'Alexandria (1723-36).
Va néixer a Crisòpolis o potser a Calcedònia, i era un erudit que va tenir molt bona educació. Cap a l'any 1700 era predicador a un monestir del Mont Sinaí, i el 1703 era arquebisbe de Sinaí. L'any 1706 va abdicar d'aquest càrrec i va ser nomenat metropolità de Claudiòpolis. L'any 1711 va ser elegit patriarca d'Alexandria de forma irregular, sense que hagués cessat en el càrrec l'anterior patriarca, i això va causar un greu conflicte. L'any 1713 el patriarca Samuel d'Alexandria, que es va mantenir en el càrrec, va voler negociar amb el papa Climent XI la unió entre l'Església Catòlica i l'Ortodoxa per tal de resoldre el conflicte i el patriarca de Constantinoble Ciprià I, per guanyar-lo per la seva causa, el va confirmar com a patriarca d'Alexandria. El 28 de febrer de 1714, Ciprià va abdicar i Cosme va pujar al tron del Patriarcat de Constantinoble. Al cap de dos anys, el 23 de març de 1716 va ser excomunicat i desterrat al Sinaí.
Al Sinaí va organitzar la biblioteca del monestir. Quan va morir Samuel l'any 1723, amb el consentiment de tots els patriarques i el suport de Grigori Ghika, un alt càrrec de l'Imperi Otomà i membre de la influent família dels Fanariotes el van fer tornar de l'exili i el van elegir Patriarca d'Alexandria (1723-1736). Va escriure molts discursos i comentaris de la Bíblia, i un llibre de memòries. Els còdexs que contenen les seves obres es troben a la biblioteca patriarcal del Caire.